# اللغة البونيقية

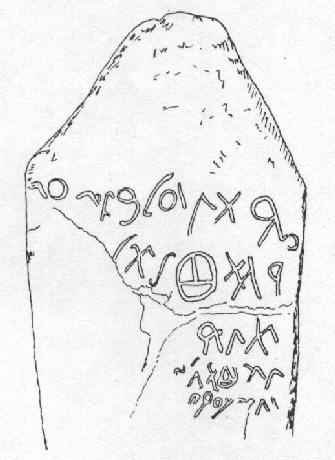
كتابة بونيقية نحتت على حجر في دلس، الجزائر.

اللغة البونيقية، تسمى أيضا القرطاجية أو الفينيقية البونية، هي تشكيلة منقرضة من اللغة الفينيقية، وهي لغة كنعانية للأسرة السامية. كان يتحدث بها في الإمبراطورية القرطاجية في شمال أفريقيا والعديد من الجزر المتوسطية من قبل الشعب البونيقي في العصور القديمة الكلاسيكية، من القرن الثامن قبل الميلاد إلى القرن الخامس الميلادي.

## تفاصيل
اللغة البونيقية استعملت في منطقة المتوسط واستدل عنها من خلال بعض الأثار والكتابات. وكانت لغة العلم والثقافة بشمال أفريقيا ، وقد كتب بها أوغسطينوس وأعماله هي المصدر الأساس الذي يدل على اللغة البونيقية المتأخرة. وهذا يدل على أن اللغة كانت ما زالت حية في القرن الخامس للميلاد.

## صوتيات
لدى البونيقية 22 حرف ساكن.
| علم الإملاء | علم الإملاء | اسم                                 | ترجمة | نطق                  | ملاحظة |
| ----------- | ----------- | ----------------------------------- | ----- | -------------------- | --- |
| Aleph       | 𐤀           | later Alf ألف                       | ʾ     | /[[\|ʔ]]/            | تعني رأس الثور أو الثور بالفينيقية، أحيانا تستخدم أيضا للإشارة إلى حروف العلة. |
| Beth        | 𐤁           | بيت ‏                                | b     | /[[\|b]]/            | |
| Gimel       | 𐤂           | جيم ‏                                | g     | /[[\|g]]/            | |
| Daleth      | 𐤃           | دالت ‏                               | d     | /[[\|d]]/            | |
| He          | 𐤄           | هي ‏                                 | h     | /[[\|h]]/            | تحت التأثير الروماني في كثير من الأحيان مرخم ولكن كان لا يزال واضحا في بعض الكلمات القرطاجية. |
| Waw         | 𐤅           | واو ‏ later Wow                      | w     | /[[\|w]]/            | في بعض الأحيان تستخدم أيضا للإشارة إلى حرف علة "و". |
| Zayin       | 𐤆           | زين ‏                                | z     | /[[\|z]]/            | في عدد قليل من الأسماء التي تم تسجيلها على أنها "سد"، كما هو الحال في حسدروبال ل "عزروبا"، "إسد" لهيز ("هذا"، المستخدمة في بعض اللهجات البونية)، ولكن معظم النصوص تظهر بسيطة "ق": "سيت" ل زوت ("هذا"، في أواخر البونيقية) |
| Heth        | 𐤇           | هيث ‏                                | ḥ     | /[[\|ħ]]/            | نادرا ما تستخدم كحرف علة ل "a، ه، ط، س، ش"، صوت هيت ضعفت، والكلمات المكتوبة عادة معها غالبا ما كتبت بدلا من ذلك مع الحرف ألف في النقوش البونيقية المتأخرة.                                                                |
| Teth        | 𐤈           | تيث ‏                                | ṭ     | تفخيم وترقيق         | |
| Yodh        | 𐤉           | يود ‏                                | y     | /[[\|j]]/            | أحيانا تستخدم أيضا للإشارة إلى حرف العلة "ي" ولكن في الغالب في الأسماء الأجنبية. |
| Kaph        | 𐤊           | كاف ‏ later Kof                      | k     | /[[\|k]]/            | بعض الكلمات في الترجمة اللاتينية، التي انتهت مع كوف النهائي، تظهر سبيرانتيزاتيون كما [χ]، مكتوبة المشار إليها من قبل "ح" بدلا من "تش" المعتاد.                                                                            |
| Lamedh      | 𐤋           | لام ‏                                | l     | /[[\|l]]/            | |
| Mem         | 𐤌           | ميم ‏                                | m     | /[[\|m]]/            | |
| Nun         | 𐤍           | نون ‏                                | n     | /[[\|n]]/            | |
| Samekh      | 𐤎           | سيمخ ‏a                              | s     | /[[\|s]]/            | |
| Ayin        | 𐤏           | عين ‏ later En                       | ʿ     | /[[\|ʕ]]/            | في كثير من الأحيان تستخدم لحرف العلة "أ" و "س" في البونيق في وقت متأخر، ومعظمهم لأسماء اللاتينية اللاتينية. |
| Pe          | 𐤐           | بي ‏y later Fey                      | p f   | /[[\|p]]/ /[[\|f]]/  | في أواخر البونيق وفي أواخر الفينيقية، ⟨p⟩ (/ p /) خضع ل فريكاتيفيزاتيون ل ⟨f⟩ (/ و /) في القرن الثالث قبل الميلاد. |
| Sadek       | 𐤑           | صاد ‏                                | ṣ     | /لثوي احتكاكي مهموس/ | يشهد في بعض النصوص اللاتينية "ست" وفي حالة واحدة "تيسي" ولكن في الغالب "س" في اللاتينية واليونانية القديمة والحثية، ليديان والنصوص الأترورية.                                                                             |
| Qoph        | 𐤒           | قوف ‏ later Quf                      | q     | تفخيم وترقيق         | |
| Res         | 𐤓           | ريش من الأبجديات الساميّة later Rush | r     | /[[\|r]]/            | |
| Sin         | 𐤔           | شين ‏                                | š     | /[[\|ʃ]]/            | |
| Taw         | 𐤕           | طاو ‏                                | t     | /[[\|t]]/            | |

## أمثلة
يفتح القانون الخامس من كتاب مع هانو يتحدث في البونيقية، لغته الأم. 
Yth alonim ualonuth sicorathi symacom syth      930

chy mlachthi in ythmum ysthyalm ych-ibarcu mysehi

li pho caneth yth bynuthi uad edin byn ui

bymarob syllohom alonim ubymysyrthohom

byth limmoth ynnocho thuulech-antidamas chon

ys sidobrim chi fel yth chyl is chon chen liful             935

yth binim ys dybur ch-innocho-tnu agorastocles

yth emanethi hy chirs aelichot sithi nasot

bynu yid ch-illuch ily gubulim lasibithim

bodi aly thera ynnynu yslym min cho-th iusim

Ythalonimualoniuthsicorathiisthymhimihymacomsyth 940

combaepumamitalmetlotiambeat

iulecantheconaalonimbalumbar dechor

bats . . . . hunesobinesubicsillimbalim

esseantidamossonalemuedubertefet

donobun.huneccilthumucommucroluful            945

altanimauosduberithemhuarcharistolem

sittesedanecnasotersahelicot

alemusdubertimurmucopsuistiti

aoccaaneclictorbodesiussilimlimmimcolus

deos deasque veneror, qui hanc urbem colunt,         950

ut quod de mea re huc veni rite venerim,

measque hic ut gnatas et mei fratris filium

reperire me siritis, di vostram fidem.

[quae mihi surruptae sunt et fratris filium.]

sed hic mihi antehac hospes Antidamas fuit;            955

eum fecisse aiunt, sibi quod faciundum fuit.

eius filium esse hic praedicant Agorastoclem:

ad eum hospitalem hanc tesseram mecum fero;

is in hisce habitare monstratust regionibus.

hos percontabor qui hinc egrediuntur foras.
الترجمة الإنجليزية هي كما يلي:
أنا عبادة الآلهة والإلهات الذين يترأسون هذه المدينة، التي قد جئت مع أي فخر جيد لهذا العمل من الألغام، التي جئت. وأنت الآلهة، تقرضني مساعدتكم، التي قد تسمح لي أن أجد بناتي وابن ابن عمي؛ أولئك الذين سرقوا بعيدا عني، وابنه من ابن عمتي. ولكن هنا عاش سابقا ضيفتي أنتيدماس. يقولون إنه فعل ذلك الذي كان محكوما عليه. يقولون إن ابنه أغوراستوكليس يعيش هنا. له أنا تحمل معي هذا الرمز الضيافة. وقد أشير إلى أنه يعيش في هذا الحي. سأقوم بالتحقيق من هؤلاء الذين يأتون إلى خارج الأبواب.